# Compertrix
Compertrix is een gemeente in het Franse departement Marne (regio Grand Est). De plaats maakt deel uit van het arrondissement Châlons-en-Champagne. Compertrix telde op 1 januari 2022 1.307 inwoners.

## Geografie
De oppervlakte van Compertrix bedroeg op 1 januari 2022 4,76 vierkante kilometer; de bevolkingsdichtheid was toen 274,6 inwoners per km².

## Demografie
Onderstaande figuur toont het verloop van het inwonertal (bron: INSEE-tellingen).